# Мусафирова, Ольга Демьяновна
Ольга Демьяновна Мусафирова (укр. Ольга Дем’янівна Мусафірова; род. 19 октября 1957, Гайсин, Винницкая область) — советская и украинская журналистка. Собственный корреспондент «Новой газеты» на Украине (с 2011 года). Являлась собственным корреспондентом «Комсомольской правды» (1989—2011). Член Национального союза журналистов Украины

## Биография
Родилась в городе Гайсин Винницкой области в русскоязычной семье. Отец — учитель истории, а мать — учитель русского языка.
Окончила факультет журналистики Киевского государственного университета имени Тараса Шевченко (1980).
С 1980 по 1983 год работала в газете «Комсомолец Донбасса». После этого сотрудничала с газетой «Комсомольское знамя» (позднее — «Независимость»). В 1989 году являлась доверенным лицом кандидата в народные депутаты СССР Виктора Гончарова, занимавшего на тот момент пост первого секретаря Енакиевского горкома комсомола. Позже стала собственным корреспондентом «Комсомольской правды» на Украине, где работала более двадцати лет. Также в течение нескольких лет являлась специальным корреспондентом «Комсомольской правды в Украине». В 2004 году публиковалась в «Новой газете» под псевдонимом «Ольга Димова».
С 2011 года — собственный корреспондент «Новой газеты» на Украине.
На президентских выборах 2014 года являлась доверенным лицом кандидата Анатолия Гриценко.

## Награды
- Лауреат международного журналистского конкурса «Лучший в профессии» в номинации «Лучшая публикация в печатных СМИ» (2011)[13]
- Лауреат премии «Золотое перо» НСЖУ[14]

## Личная жизнь
Супруг — Владимир Борейко, эколог.